# Fairbury (Nebraska)
Fairbury település az Amerikai Egyesült Államok Nebraska államában, Jefferson megyében, melynek megyeszékhelye is. Lakosainak száma 3970 fő (2020. április 1.).

## Népesség
A település népességének változása:

| 2010 | 3 942 |
| 2020 | 3 970 |